# Berberis wallichiana
Berberis wallichiana är en berberisväxtart som beskrevs av Dc.. Berberis wallichiana ingår i släktet berberisar, och familjen berberisväxter. Inga underarter finns listade i Catalogue of Life.